# 샤코탄군

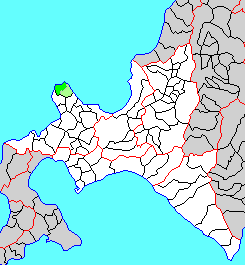
샤코탄 군의 위치

샤코탄군(일본어: 積丹郡)은 일본 홋카이도 남서부, 시리베시 지청의 북쪽에 위치하는 군이다.
인구 1,695명, 면적 238.14km², 인구밀도 7.12명/km².(2025년 2월 28일, 주민기본대장인구)
이하 1정으로 구성된다.
- 샤코탄정(積丹町)

## 역사
1869년에 샤코탄 군이 두어져 홋카이도 시리베시국에 포함되었다.